# Þorvarðarson
Þorvarðarson ist ein männlicher isländischer Name.

## Herkunft und Bedeutung
Der Name ist ein Patronym und bedeutet Þorvarðurs Sohn. Die weibliche Entsprechung ist Þorvarðardóttir (Þorvarðurs Tochter).

## Namensträger
- Einar Þorvarðarson (* 1957), isländischer Handballspieler, -trainer und -funktionär
- Gunnar Þorvarðarson (* 1951), isländischer Basketballspieler und -trainer
- Haraldur Þorvarðarson (* 1977), isländischer Handballspieler